# Мизандрия
Мизандри́я (от др.-греч. μῖσος «ненависть» и ἀνήρ «мужчина»), или мужененави́стничество, — ненависть, укоренившиеся предубеждения и предвзятое отношение по отношению к мужчинам; не подразумевается, что мизандрия исходит обязательно от женщин, для обозначения мужской мизандрии иногда употребляется термин внутренняя мизандрия. Термин мизандрия известен с XIX века, но популяризирован в новейшее время представителями движения за права мужчин.
Мизандрия (как явная, так и скрытая) существует в системе уголовного судопроизводства. Отдельно рядом учёных выделяется анти-чёрная мизандрия. Расиализированная мизандрия часто присутствует в литературных произведениях.
В антифеминистской среде существуют научно необоснованные представления о феминизме как о мужененавистническом движении.  При этом использование термина мизандрия подвергается критике как пример ложной аналогии с системной мизогинией в андроцентричном обществе.

## История

### Философия пола в античности
В античных философских и литературных произведениях мужчины и женщины не считались равными, что мотивировалось их «различной природой». Фрома Цейтлин посвятила мизандрии в древнегреческой литературе свою работу «Patterns of Gender in Aeschylean Drama: Seven against Thebes and the Danaid Trilogy».
Однако, согласно гендерным исследованиям, утверждает И. В. Костикова, в Древней Греции преобладала мизогиния, обнаруживающаяся в философских работах Аристотеля, ораторских высказываниях Демосфена и на общем культуральном уровне. В соответствии с исследованиями М. Финли античной культуры, «женщины считались низшими по природе и потому их функции ограничивались производством потомства и исполнением домашних обязанностей, а… значимые социальные отношения и сильные личные привязанности искали и находили среди мужчин».

### Появление отрицательного образа мужчины в XIX веке
В своей диссертации «Безнравственный пол — о появлении отрицательной андрологии» социолог Кристоф Куклик анализирует историю возникновения современной маскулинности и отрицательного образа мужчины. Тезис этой диссертации — что стереотип мужчины как безнравственного и склонного к насилию возник задолго до современного феминизма, а именно около 1800 года, в работах таких философов как Джон Миллар, Иоганн Готлиб Фихте и Вильгельм Гумбольдт.

## Мизандрия в системе уголовного судопроизводства
Ряд исследований показал, что в системе уголовного судопроизводства разных стран может присутствовать институциональная мизандрия. Американское исследование 2024 года пришло к выводу, что и скрытая, и явная мизандрия в системе уголовного судопроизводства США существует в сознании лиц, принимающих решения, и способствует системной дискриминации мужчин. Оно также продемонстрировало, что как мужчины-правонарушители, так и мужчины-жертвы насилия со стороны интимного партнёра сталкиваются с гендерной предвзятостью в этой системе.

## Анти-чёрная мизандрия
Ряд учёных, занимающихся чёрными мужскими исследованиями (в частности, Томми Дж. Карри) высказывает мнение о существовании анти-чёрной мизандрии (англ. anti-Black misandry). Гендерная исследовательница Э. К. Крелл пишет о существовании расиализированной трансмизандрии в отношении темнокожих трансгендерных мужчин в обществе, где чёрная маскулинность подвергается «буквальному и дискурсивному» надзору.

## Мизандрия и феминизм
Существует популярный стереотип о том, что феминистки являются мужененавистницами. В научной литературе этот стереотип неоднократно опровергался — исследования показали, что феминистки проявляют не больше негативного отношения к мужчинам, чем люди нефеминистских взглядов.
Американская радикальная феминистка Андреа Дворкин в одной из статей критиковала горячую поддержку на феминистском собрании высказываний «самопровозглашённой лесбийской сепаратистки» о биологическом превосходстве женщин, необходимости в ликвидации мужчин как «вида» и переходе на партеногенез. В этой статье она написала, что мужчины «как класс» являются «моральными кретинами», однако категорически возражала против того, чтобы отношение феминисток к мужчинам было пронизано биологическим детерминизмом, проводя параллели с нацистской Германией и отношением Адольфа Гитлера к евреям.
В защиту женщин, проявляющих мизандрию, выступила радикальная феминистка Джоанна Расс. С её точки зрения, негативное отношение к женской мизандрии означает установку более высоких моральных правил для женщин, чем для мужчин как для группы, в которой мизогиния является нормализованной.
На волне популярности в маносфере, слово «мизандрия» стало часто использоваться феминистками в ироничном ключе.
В 2020-м году французская феминистка Полин Арманж опубликовала эссе «Я ненавижу мужчин». Арманж сказала об этом следующее:

Что бы вы ни говорили, как только вы критикуете мужчин, вас обвиняют в том, что вы мизандристка. Именно тогда я поняла: на самом деле, это именно то, что нужно.
Публикация данного эссе, имеющего тираж 400 экземпляров, вызвала протест у советника французского министерства по вопросам гендерного равенства Ральфа Зурмели, что невольно поспособствовало популяризации эссе после публикаций на эту тему в СМИ.

## Критика понятия
Социолог Аллан Джонсон отмечал, что обвинения в мужененавистничестве используются для борьбы с феминизмом и для отвлечения внимания с женщин на мужчин, продвигая тем самым андроцентрическую культуру. Джонсон заявлял, что отсутствует культурный аналог мизогинии и что «люди часто путают мужчин как конкретных людей и мужчин как доминантную и привилегированную категорию людей».
Марк Уэлетт в «Международной энциклопедии мужчин и мужественности» пишет, что «в мизандрии отсутствует системная, трансисторическая, институционализированная и закреплённая в законах антипатия, в отличие от мизогинии». Он считает, что предположение о наличии параллелей между мизогинией и мизандрией чрезмерно упрощает рассмотрение вопросов гендера и власти.
Антрополог Дэвид Гилмор также указывает, что мизогиния является «практически универсальным феноменом», в то время как мужской аналог мизогинии в традиционных культурах практически отсутствует, а то, что иногда рассматривают как проявления мизандрии, это не «ненависть к мужчинам в их традиционной мужской роли», а «культура чрезмерной мужественности». Он также считает, что в таких явлениях отсутствует чёткая направленность на мужчин, вне зависимости от того, что они делают или во что они верят, тогда как мизогинии таковая направленность на женщин присуща.
Популяризация термина «мизандрия» интернет-активистами движения за права мужчин была исследована специалистами по информационной политике Элис Э. Марвик и Робин Каплан. Они охарактеризовали употребление активистами за права мужчин термина «мизандрия», схожего с термином «мизогиния», как апроприацию языка жертвы. Марвик и Каплан подвергают критике СМИ, которые употребляют данный термин.